# Maria Julia Ivanišević
Julia Ivanisević (ur. 25 listopada 1893 w Godinjaku, zm. 15 grudnia 1941 w Goraždach) – chorwacka zakonnica ze Zgromadzenia Córek Bożej Miłości, błogosławiona Kościoła katolickiego, jedna z Drińskich męczennic.

## Życiorys
Urodziła się 25 listopada 1893 roku, jako ósme z jedenaściorga dzieci swoich rodziców. W rodzinnej wsi uczęszczała do szkoły podstawowej. Wstąpiła do Zgromadzenia Córek Bożej Miłości. W dniu 16 sierpnia 1916 roku złożyła śluby zakonne. W czasie II wojny światowej 15 grudnia 1941 roku została zamordowana wraz z siostrami z tego samego zgromadzenia: Kresencją Bojanc, Antonią Fabjan i Bernadetą Banja. Została beatyfikowana przez papieża Benedykta XVI w dniu 24 września 2011 roku w grupie Drińskich męczennic.